# Хоторн, Чарльз Вебстер
Чарльз Вебстер Хоторн (англ. Charles Webster Hawthorne; 8 января 1872, Кларк Сентр, Иллинойс — 29 ноября 1930, Балтимор) — американский художник, педагог. Действительный член Национальной академии дизайна США (с 1911).

## Биография

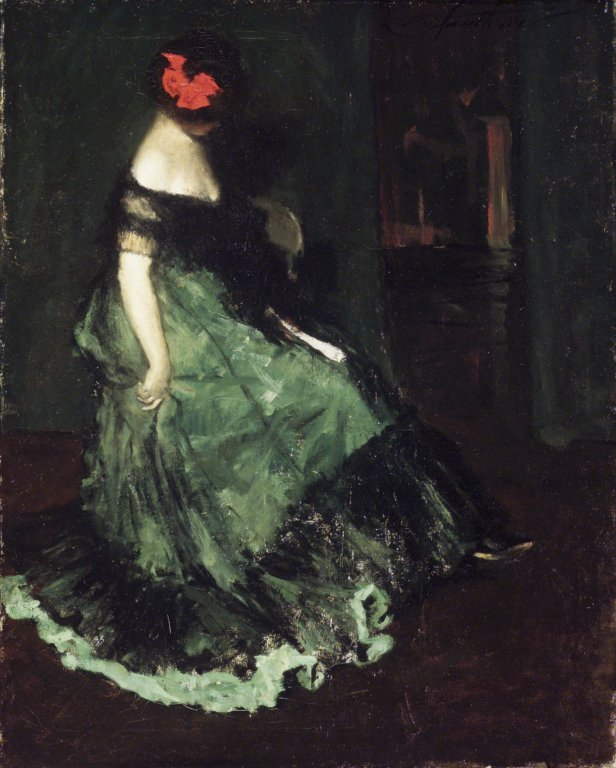
«Красный бант». около 1902 г. Бруклинский музей

В 1900 году отправился в Нью-Йорк, работал на заводе, учился в вечерней школе.
Изучал живопись Национальной академии дизайна и искусств и Лиге студентов-художников Нью-Йорка. Ученик Фрэнка Винсента Дюмона и Джорджа де Форест Браша.
Позже, продолжил обучение за рубежом в Нидерландах и Италии. Работал с Уильямом Чейзом, оказавшим влияние на его творчество.
Во время учёбы за границей в Нидерландах в качестве помощника У. Чейза, Хоторн решил создать свою собственную школу искусства на родине.
После Парижа и Нью-Йорка, избрал местом для его школы штат Массачусетс, где организовал школу фигуральной живописи.
В 1908 году был избран членом-корреспондентом Национальной академии дизайна США, в 1911 году стал действительным членом академии. Находясь в Париже в 1917 году, Хоторн стал действительным членом французского национального общества изящных искусств (Société Nationale des Beaux-Arts).

## Творчество
Ч. В. Хоторн — известный американский художник-портретист, пейзажист, создал ряд жанровых полотен.
Картины мастера хранятся в Метрополитен-музее (Нью-Йорк), Вустерском музее искусств, художественной галерее Олбрайт-Нокс, художественных музеях Далласа, Конкорана, Сиракьюс и др.

## Избранные работы
|  |  |  |  |